# 郑颂国
郑颂国，华人风湿免疫学家，在2013年開始加入“千人计划”，宾夕法尼亚州立大学医学院医学系终身正教授。

## 生平
曾取得奥尔良大学暨法国国家科学中心分子免疫学博士学位。1999至2002年在加州大学洛杉矶分校(UCLA)医学院和南加州大学(USC)医学院从事博士后研究；
2013年 鄭頌國開始加入千人計劃, 期間未披露利益衝突，也沒有向美國雇主及美國國家衛生院(NIH)說明自己與海外的關連。鄭在俄亥俄州大學，以及之前於南加州大學、賓州州大任職時均未透露其獲得中華人民共和國政府的資助。
2021年5月22日，郑颂国在安卡雷奇准备乘包机飞回中国时，于机场被捕,被捕時攜帶的公文包內裝數個銀色試管,還有家人的中國護照和中國的房契，筆記本電腦，數個USB等。另外還帶了有三大袋行李，一個手提箱。
2020年11月12日郑颂国於該州聯邦法院認罪。郑涉嫌申請美國國家衛生研究院410萬元經費時，隱瞞曾長期參與中國「人才計畫」及與中國機構合作，同時未揭示中華人民共和國向鄭提供額外資金的信息， 后美国联邦司法部以向美国政府作出虚假陈述等，判处37个月监禁。

## 外界評論
財新網的報導指，美国司法部的此项行动被认为是中国行动计划的一部分。
FBI反情報部門助理主任柯勒爾(Alan E. Kohler, Jr.)對此案表示，「即便搭乘午夜穿越阿拉斯加的班機，都會繩之以法」